# Acraea grisea
Acraea grisea är en fjärilsart som beskrevs av Heinrich Neustetter 1916. Acraea grisea ingår i släktet Acraea och familjen praktfjärilar. Inga underarter finns listade i Catalogue of Life.